# Liste der Biografien/Cek
Liste der Biografien |
Portal Biografien |
Personensuche
# |
A |
B |
C |
D |
E |
F |
G |
H |
I |
J |
K |
L |
M |
N |
O |
P |
Q |
R |
S |
T |
U |
V |
W |
X |
Y |
Z |
?
 
Ca |
Cb |
Cc |
Ce |
Ch |
Ci |
Cj |
Ck |
Cl |
Cm |
Cn |
Co |
Cr |
Cs |
Ct |
Cu |
Cv |
Cw |
Cy |
Cz
 
Cea |
Ceb |
Cec |
Ced |
Cee |
Cef |
Ceg |
Ceh |
Cei |
Cej |
Cek |
Cel |
Cem |
Cen |
Ceo |
Cep |
Cer |
Ces |
Cet |
Ceu |
Cev |
Cey |
Cez
Die Liste der Biografien führt alle Personen auf, die in der deutschsprachigen Wikipedia einen Artikel haben. Dieses ist eine Teilliste mit 23 Einträgen von Personen, deren Namen mit den Buchstaben „Cek“ beginnt.

## Cek
- Çek, Özgür (* 1991), türkischer Fußballspieler

### Ceka
- Ceka, Hasan (1900–1998), albanischer Prähistoriker
- Çeka, Jason (* 1999), deutsch-albanischer Fußballspieler
- Ceka, Neritan (* 1941), albanischer Archäologe und Politiker
- Čekada, Smiljan Franjo (1902–1976), jugoslawischer Geistlicher, Erzbischof von Vrhbosna
- Çekaj, Sali (1956–1999), kosovo-albanischer Kommandant

### Ceke
- Çeken, Çağatay (* 1992), türkischer Fußballspieler

### Ceki
- Cekić, Amar (* 1992), deutsch-bosnischer Fußballspieler
- Cekic, Özlem (* 1976), kurdisch-dänische Politikerin
- Çekiçi, Endri (* 1996), albanischer Fußballspieler
- Çekiçler, Metin (1961–2024), türkischer Fußballspieler
- Çekırdek, Haydar (* 1992), türkisch-deutscher Fußballspieler
- Çekirdek, Volkan (* 1992), türkisch-deutscher Fußballspieler

### Ceko
- Čeko Zeitz, Gordana (1944–2022), jugoslawische bzw. kroatische Schauspielerin
- Čeko, Marko (* 2000), kroatischer Leichtathlet

### Ceku
- Çeku, Agim (* 1960), kosovarischer MinisterpräsidentAgim Çeku (* 1960)

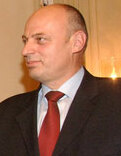
Agim Çeku (* 1960)

- Çeku, Hajrulla (* 1983), kosovarischer Politiker
- Cekulaev, Anastasia (* 2003), deutsche Volleyballspielerin
- Čekulajevs, Aleksandrs (* 1985), lettischer Fußballspieler
- Čekuolis, Algimantas (1931–2025), sowjetischer bzw. litauischer Journalist, Publizist, Reiseführer
- Čekuolis, Dalius (* 1959), litauischer Diplomat
- Čekuolis, Giedrius (* 1959), litauischer Diplomat und ehemaliger Politiker, Vizeminister
- Čekuolis, Jonas (* 1970), litauischer Journalist und Politiker